# Colatura di alici di Cetara

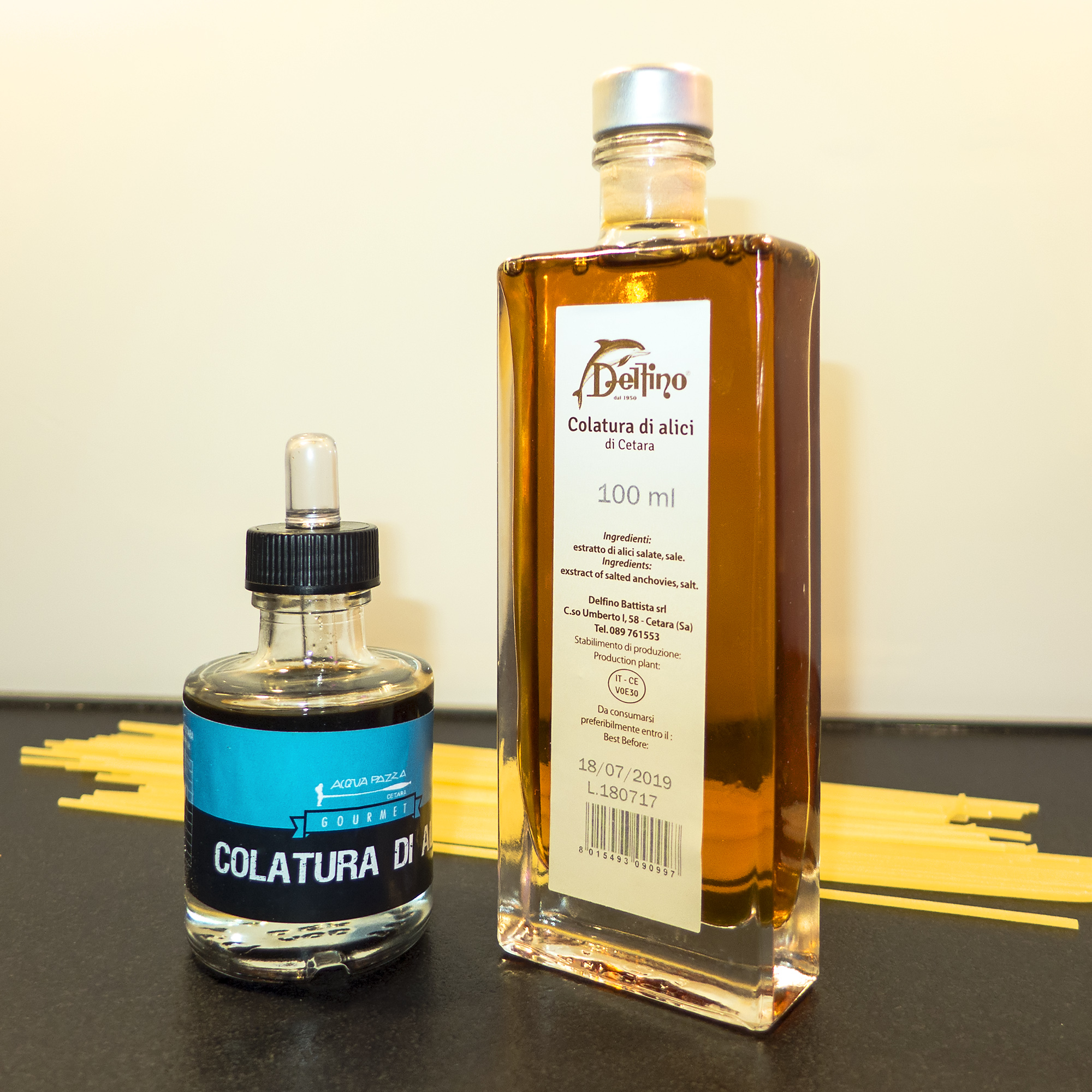
Colatura di alici

La colatura di alicidi Cetara (en français : colature d'anchois de Cetara) est une sauce d'anchois produite traditionnellement à Cetara dans la région de la Campanie en Italie. Sa production bénéficie du label de qualité italien : « Prodotto agroalimentare tradizionale » (produit agroalimentaire traditionnel).

## Historique
Cette sauce liquide ambrée, très similaire au garum romain, s'obtient  par un procédé traditionnel de maturation de l'anchois dans une solution saturée d'eau et de sel marin : ce savoir-faire transmis de père en fils par les pêcheurs de Cetara est toujours en usage dans beaucoup de familles de la côte amalfitaine.

## Fabrication
Les anchois utilisés sont pêchés – selon la technique de senne coulissante (avec l'utilisation de lamparo) – exclusivement dans le golfe de Salerne durant la période allant du mois de mars, qui correspond généralement à la fête de l'Annonciation, jusqu'au 22 juillet, jour de la fête de sainte Marie de Magdala. Durant cette période, en raison des conditions particulières des eaux du golfe et de la phase du cycle de vie des poissons, les anchois ont une faible teneur en matières grasses et sont particulièrement adaptés au processus de salage. Les anchois, fraîchement pêchés sont étêtés et éviscérés, puis gardés 24 heures dans des récipients emplis de sel marin. Ensuite, ils sont rangés tête-bêche en alternant couches de sel et d'anchois dans de petits fûts de chêne ou de châtaigniers, dit  terzigno (un tiers du baril) et recouverts par un disque de bois (appelé tompagno) sur lequel sont posés des poids généralement des galets de plage. Sous l'effet de la pression et de la maturation des poissons, un liquide monte en surface qui, dans le cas de préparation d'anchois salés est éliminé, tandis que dans la production de la colatura il en constitue l'élément de base. 
Recueilli progressivement, le liquide est conservé dans de gros récipients de verre et soumis à un procédé naturel de conservation avec exposition à la lumière directe du soleil qui, par évaporation de l'eau en augmente la concentration. Après quatre ou cinq mois, généralement entre la fin d'octobre et le début de novembre, l'ensemble du liquide recueilli est à nouveau versé dans les fûts avec les anchois, et lentement coulé (d'où le terme colatura) entre les couches de poisson, de façon à en recueillir le meilleur des caractéristiques organoleptiques. Il est enfin filtré à travers des toiles de lin, et prêt à la consommation pour le début de décembre.

## Utilisations
La colature d'anchois est un condiment particulier qui peut être utilisé à la place du sel pour assaisonner les légumes frais ou bouillis (brocolis, pomme de terre, etc) et quelques plats de poissons. À Cetara, pour le souper de Noël, il est d'usage d'en assaisonner les spaghettis ou les linguines : véritable tradition, elle rappelle chaque année aux Cetaresi leur attachement à la mer.